# دوروثيا بنز
دوروثيا بنز (بالألمانية: Dorothea Binz )‏ (و. 1920 – 1947 م) هي معذب من ألمانيا النازية، وجمهورية فايمار، ولدت في تمبلين، كانت عضوةً في الحزب النازي، توفيت في هاملن، عن عمر يناهز 27 عاماً، بسبب شنق.